# Neunkirchen (Sarre)
Neunkirchen (pronunciación en alemán: /ˈnɔɪ̯nˌkɪʁçn̩/ⓘ) es la ciudad capital del distrito homónimo, en el estado de Sarre, Alemania. Está situada en el río Blies, aprox. 20 km al nordeste de Saarbrücken y apenas 16 km al oeste de Homburgo. Con unos 50 000 habitantes, Neunkirchen es la segunda ciudad más grande de Sarre.

## Historia

### Época nazi y Segunda Guerra Mundial
El 10 de febrero de 1933, una explosión de un tanque de gas gigante en la manufactura de hierro causó 68 muertos, 190 heridos. La explosión causó daños en la infraestructura de la fábrica, en un edificio residencial cercano y en una escuela de la misma calle. La reparación de la fábrica y los daños hicieron que se tardara 9 meses en volver a producir. Este evento llamó la atención de la prensa internacional.
Teniendo una gran productora de acero, hierro y otros metales fue blanco de los bombardeos aliados en la Segunda Guerra Mundial. En 1945, un bombardeo destruyó tres cuartas partes del centro de la ciudad. Debido a ello, hay muchos aparatos artificieros, como obuses o granadas de este conflicto que no explotaron y se pueden encontrar a día de hoy.

## Personajes célebres
Neunkirchen es el lugar de nacimiento del dirigente comunista Erich Honecker.